# 樓望
樓望（21年—100年），字次子，陳留郡雍丘縣（今河南省開封市）人。年輕時研讀《嚴氏春秋》。操節清白，在鄉里有名氣。師從丁恭。

## 生平
建武中，趙節王劉栩，聽聞樓望的名氣，派遣使者送玉帛要拜樓望爲師，樓望不願意接受。後來出仕郡功曹。永平初爲侍中、越騎校尉，進宮講學。
永平十六年（公元73年），升任大司農。
永平十八年（公元75年），代替周澤任太常。
建初四年（公元79年）白虎观会议，漢章帝詔丁鴻與樓望、少府成封、屯騎校尉桓郁、衛士令賈逵、班固及廣平王劉羨等人在北宮白虎觀討論《五經》相同和不同的見解。漢章帝命五官中郎將魏應承命發問，侍中淳于恭向上奏報，由漢章帝親自作出裁決，將結果記錄下來，撰成《白虎議奏》。丁鴻在論難中才高一籌，漢章帝稱他殿中無雙丁孝公。
建初五年（公元80年），樓望因事獲罪降任太中大夫，後來任左中郎将。教授學生孜孜不倦，世稱儒宗，有學生九千餘人。
永元十二年（公元100年），樓望八十歲，在任內去世，學生來送葬的多達數千人，儒家以此爲光榮。

## 延伸阅读
[在维基数据编辑]
 《後漢書·卷79下》，出自范晔《後漢書》